# Slavomir Condanari-Michler
Slavomir Condanari-Michler (* 22. März 1902 in Triest; † 27. Dezember 1974 in Wien) war ein österreichischer Rechtswissenschaftler.

## Leben
Er besuchte die Staatsvolksschule und das Staatsgymnasium in Triest. Nach dem Ende des Ersten Weltkriegs wurde seine Familie nach Österreich ausgewiesen und zog nach Graz, wo Slavomir 1920 die Matura am 2. Bundesgymnasium ablegte. Von 1921 bis 1924 arbeitete Condanari-Michler als Bankbeamter in Wien. Ab 1925 studierte er Rechts- und Staatswissenschaften an den Universitäten zu Graz und Wien, wo ihn besonders die Rechtshistoriker Hans von Voltelini und Leopold Wenger prägten. 1929 wurde Condanari-Michler in Wien zum Dr. iur. promoviert. Anschließend arbeitete er als wissenschaftliche Hilfskraft am Lehrstuhl für Römisches Recht der Universität Wien sowie als Gerichtsreferendar. Von 1931 bis 1933 war er bei der Österreichischen Nationalbank tätig.
Sein eigentliches Ziel, eine akademische Karriere, konnte Condanari-Michler nur nach einigen Schwierigkeiten erreichen. Zum 17. Juli 1931 trat er der NSDAP bei (Mitgliedsnummer 512.126) und verließ sie mit ihrem Verbot in Österreich am 19. Juni 1933, eine spätere Wiederaufnahme wurde abgelehnt. Er erhielt 1934 ein Habilitationsstipendium der Deutschen Forschungsgemeinschaft, das ihm wegen „politischer Unzuverlässigkeit“ 1936 wieder entzogen wurde. Dennoch gelang ihm 1937 die Habilitation für antike Rechtsgeschichte und Geschichte des römisch-gemeinen Rechts an der Universität Wien bei Ernst Schönbauer. 1939 wurde er als Assistent und Dozent für antike Rechtsgeschichte an der Universität Wien angestellt. Ab dem 8. Januar 1940 vertrat er an der Universität Innsbruck den Lehrstuhl für Römisches Recht (Arnold Herdlitczka). Am 2. Juni 1942 wurde er dort zum außerordentlichen Professor ernannt.
Während des Zweiten Weltkriegs diente Condanari-Michler 1943 als Sanitäter. Nach Kriegsende verlor er zunächst seine Professur, wurde aber am 14. Dezember 1945 zum titularen ordentlichen Professor ernannt. Am 18. Oktober 1948 erhielt er eine außerordentliche Professur für Handelsrecht und Wechselrecht; zum 30. Januar 1952 wurde er zum Ordinarius ernannt. 1964 verließ er Innsbruck und nahm eine Professur an der Hochschule für Welthandel in Wien an, wo er bis zu seinem Tod wirkte.

## Schriften (Auswahl)
- Zur frühvenezianischen Collegantia. München 1937 (Habilitationsschrift; = Münchener Beiträge zur Papyrusforschung und antiken Rechtsgeschichte 25)
- Dreierlei Billigkeit. In: Studi di storia e diritto in onore di Enrico Besta. Band 3, Mailand 1939, S. 503–528
- Pactum. In: Paulys Realencyclopädie der classischen Altertumswissenschaft (RE). Band XVIII,2, Stuttgart 1942, Sp. 2127–2153.
- Humanismus und Rechtswissenschaft. Innsbruck 1947
- Über Schuld und Schaden in der Antike In: Scritti in Onore di Furini, Cantrario. Mailand 1948, S. 28–108
- Das Recht ist eine unsichtbare Grenze. Wien 1970